# مراهنه
مراهنه (به عربی: المراهنة) یک شهرداری در الجزایر است که در استان سوق اهراس واقع شده‌است.